# Ґлеле
Ґлеле (бл. 1814 — 29 грудня 1889) — 12-й ахосу (володар) Дагомеї в 1858—1889 роках. Повне ім'я Дада Ґлеле Кіні-кіні. Його символами був лев та ніж Огуна (богу заліза, вогню та війни). Намагався відродити работоргівлю.

## Життєпис
Походив з династії Алладаксону. Син ахосу Гезо. При народженні отримав ім'я Бадоху. 1835 року батько оголосив його відашо (спадкоємцем), що спричинило заколот його стриєчного брата Дакпо, що до того був відашо. Втім Дакпо зазнав поразки й загинув. Наприкінці правління Гезо фактично очолив партію слона, що виступала за продовження работоргівлі.
1858 року після загибелі Гезо у поході проти Абеокути оголошується новим ахосу Дагомеї. Змінив ім'я на Ґлеле. Наказав при похованні батька принести у жертву 400 полонених.
Поновив активні людоловські рейди на північ та захід від Дагомеї, захоплюючи численних рабів. Разом з тим сприяв активному виробництву та експорту пальмової олії. 19 травня 1868 року уклав з французькими представники в Порто-Ново, за якою надав митну і торгівельну концесію в Котону. Негативно ставився до британців, які були послідовними прихильниками заборони работоргівлі.
Втім через дії британського флоту та скасування рабства в США дохід від работоргівлі з європейцями знижувався. Найбільший час продавав рабів до Бразилії. Проте став поширювати застосування рабів в середині Дагомеї: вони працювали на полях та приносилися у жертву на святах.
У 1886 року захопив державу йоруба Кету. Наприкінці правління виявляв все більше невдоволення діяльністю французів в Котону, які набрали там надмірної ваги. Безпосередньо перед початком перемовин з французькою делегацією Ґлеле раптово помер в грудні 1889 року. Трон спадкував його син Беганзін.